# Kopfhaar

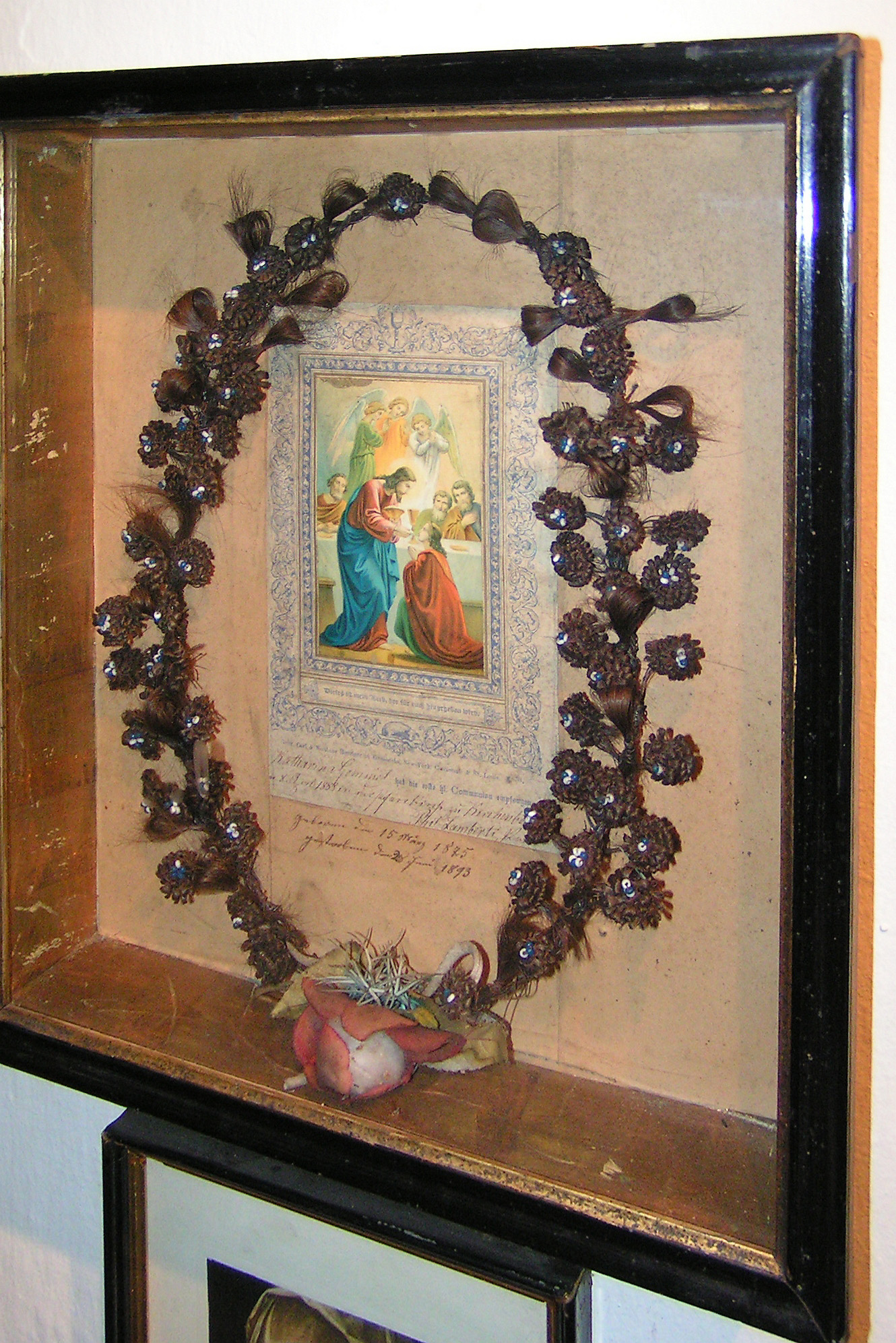
Haarbilder zur Erinnerung an Verstorbene bestehen aus einer kunstvoll geflochtenen Haarsträhne der Toten

Als Kopfhaar, oder seltener auch Haupthaar, werden die Haare auf dem menschlichen Kopf, genauer der behaarten Kopfhaut (Capillitium), bezeichnet, im Gegensatz zu Barthaar und weiterer Körperbehaarung. Das menschliche Kopfhaar hat eine Wachstumsgeschwindigkeit von etwa 0,3 mm pro Tag. Dieser Wert ist unter anderem abhängig von Alter, Hormonstatus und ethnischer Zugehörigkeit (asiatisches Haar wächst schneller, afrikanisches Haar langsamer). Die behaarte Kopfhaut des Menschen reduziert Experimenten zufolge die Erwärmung der Kopfhaut durch Sonneneinstrahlung, wobei dicht gelocktes Haar Kopfhaut und Gehirn am effektivsten vor Sonneneinstrahlung schützt und gleichzeitig den Bedarf an Schweiß zum Ausgleich des Wärmegewinns minimiert.

## Wachstum
Das Kopfhaar unterliegt wie jedes Haar einem Wachstumszyklus, an dessen Ende es ausfällt und durch ein neues Haar ersetzt wird. Die Lebensdauer eines Haares kann bei einzelnen Menschen unterschiedlich sein. Die Wachstumsphase (anagene Phase) von Kopfhaar liegt mit einem Durchschnitt von etwa 2–6 Jahren deutlich über der der Körperbehaarung. Es wurden auch Fälle einer Wachstumsphase von mehr als 20 Jahren dokumentiert. Dementsprechend gibt es Menschen mit körperlangen Haaren, in der Regel ist die Haarlänge auf etwa 1 m genetisch beschränkt.

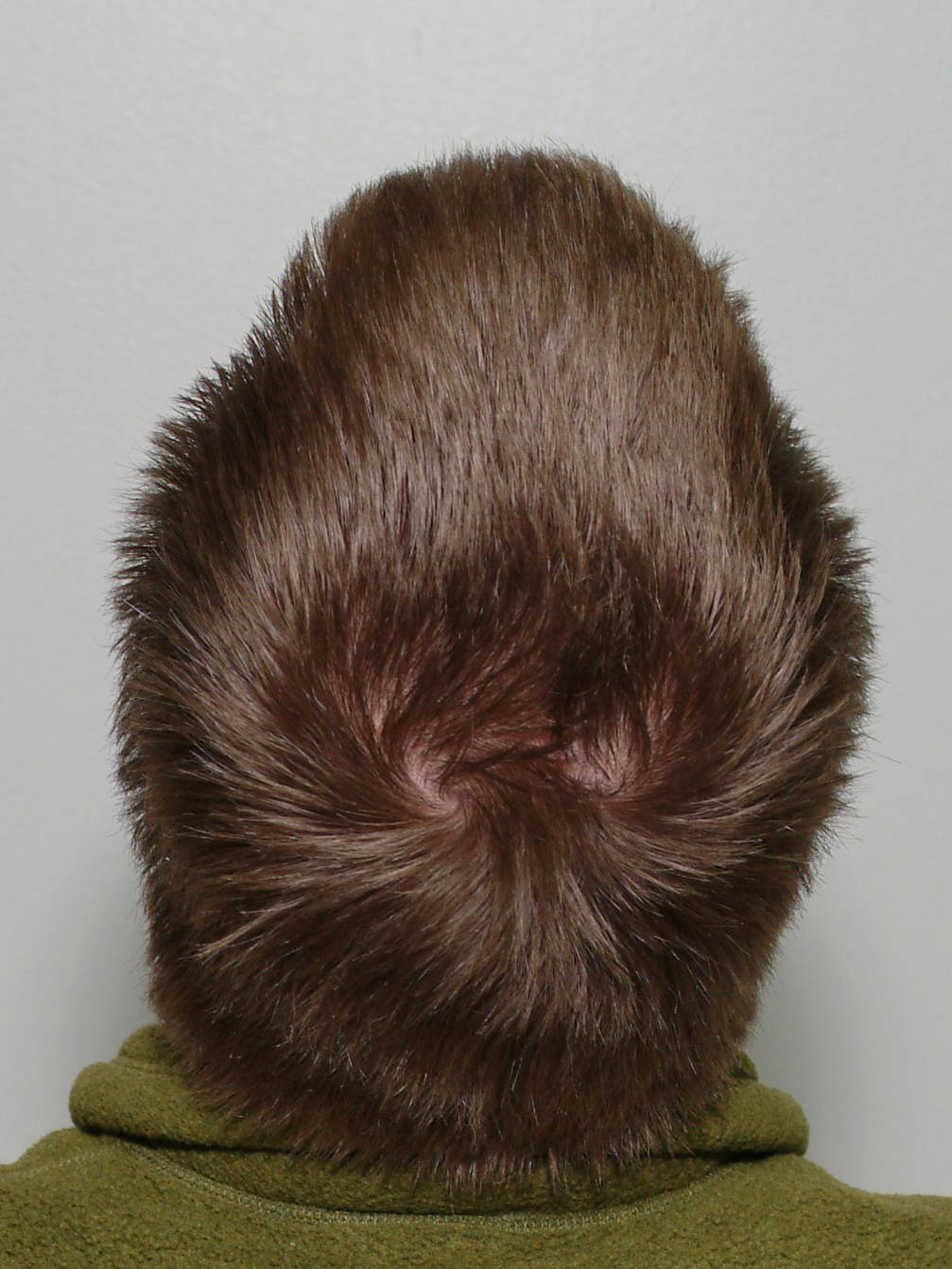
Doppelter Haarwirbel

Haare haben eine als Haarstrich bezeichnete Ausrichtung. Am Hinterkopf sind sie beispielsweise meist zum Körper hin ausgerichtet, am Oberkopf hingegen zur Stirn hin. Viele Menschen haben jedoch auch so genannte Haarwirbel (Vortex pilorum), Bereiche also, in denen der Haarstrich kreisförmig angelegt ist. Dies ist genetisch bedingt und kann zu Problemen beim Frisieren führen.
Das Haar außerhalb der Kopfhaut besteht aus ausgetrockneten, verhornten Cuticula-, Cortex- und Medulla-Zellen, nur die Haarfollikel enthalten lebende Zellen. Daher kann sich ein geschädigtes Haar nicht biologisch selbst regenerieren.

## Haardicke
Ein durchschnittliches menschliches Haar ist etwa 0,05 bis 0,08 mm dick. Für feines Haar werden 0,02 bis 0,04 mm angegeben. Mit steigendem Alter werden die Haare dünner.

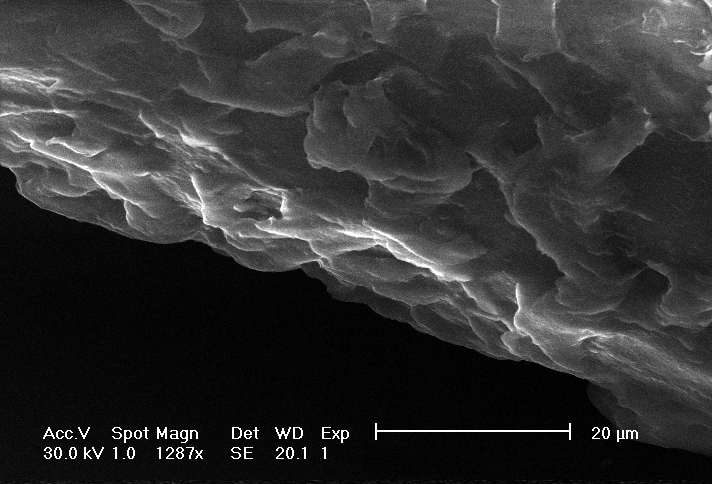
Die Oberfläche eines menschlichen Haares mit erkennbaren Hornschuppen unter dem Elektronenmikroskop.

## Anzahl der Haare
Die Anzahl der Haare steht in Zusammenhang mit der Ethnie und dem Alter der Person. Europäer haben ca. 226 Haare/cm², während Asiaten ca. 175 Haare/cm² und Afrikaner nur etwa 161 Haare/cm² haben. Dabei können diese Werte individuell sehr stark variieren.
Damit ergeben sich in etwa folgende Werte für Frauen:
- Europäerinnen: ca. 121.000 Haare
- Asiatinnen: ca. 89.000 Haare
- Afrikanerinnen: ca. 81.000 Haare

Ein Haarverlust von ca. 100 Haaren am Tag gilt für Europäer als normal, für Menschen mit afrikanischer oder asiatischer Ethnie ist der Wert etwas niedriger (ca. 60 Haare/Tag).

## Haarpflege
Langes Haar erfordert Pflege, da die Spitzen austrocknen und sich spalten können („Spliss“). Jede Form von äußerer Reibung (z. B. an Kleidung) strapaziert das Haar; zusätzliche Beanspruchung, z. B. Zerreißen durch Kämmen mit einem Kunststoffkamm bei verwickelten oder verknoteten Haarsträngen, kann das Haar zerstören. Alternativ sind handgesägte Hartgummikämme erhältlich, deren Zacken gerundet sind und das Haar so weniger schädigen als eine scharfe Kunststoffkante, die das Haar sogar abtrennen kann.
Breitzackige Kämme helfen beim Entwirren der Haare. Dieses ist notwendig, damit die Haare nicht im Laufe der Zeit zu unentwirrbaren Dreadlocks verfilzen, die sich dann nicht mehr in Einzelhaare auflösen lassen.

## Haarwäsche
Empfohlene Pflegemittel nach dem Shampoonieren sind Spülungen (engl. rinsing) und/oder Haarbalsam (engl. conditioner), da diese ein leichteres Durchkämmen des Haares ermöglichen. Nasses Haar ist empfindlicher als trockenes, weswegen man beim Durchkämmen nasser Haare besonders vorsichtig sein sollte.
Shampooniert werden die Haare nahe der Kopfhaut, nicht am Haarstrang, während Spülung und Conditioner auf die Haarstränge aufgetragen werden; das Shampoo wäscht man nach dem Einshampoonieren allerdings mit viel Wasser über die Stränge ab. Um die Kopfhaut nicht zu sehr zu reizen, werden wasserverdünnte Shampoos verwendet; dadurch kann man die Haare öfter waschen.
Der Fön sollte nicht zu heiß eingestellt werden, da Überhitzung der Haare dazu führt, dass das Wasser im Inneren verdampft und es explosionsartig aus den Haarfasern austritt; dabei wird die Faser zerstört.
Bei sichtbarem Spliss werden die Spitzen abgeschnitten, womit ein weiteres Spalten der Haare (zumindest bis auf Weiteres) vermieden wird.

## Haarveränderungen
Beim Bleichen der Haare werden die eigenen Pigmente (bei dunklen oder gefärbten Haaren) zerstört. Das Bleichen ist mit einem Verbrennen vergleichbar (Verwendung von Wasserstoffperoxid). Blondiertes Haar erfordert besondere Pflege: Es kann leichter zerreißen als natürliches Haar. Blondierungspräparate können bei unsachgemäßer Anwendung sowohl die Haut als auch die Kleidung beschädigen.

## Haarprobleme
Schuppen bilden sich, wenn zu viele oder verklebte Zellen beim Erneuerungsprozess der Kopfhaut abgestoßen werden.
Fettige Haare werden auf eine Überproduktion der Talgdrüsen zurückgeführt. Mögliche Ursachen sind genetische Veranlagung, Stress oder Stoffwechselstörungen.
Trockenes, stumpfes und gespaltenes Haar kann Anzeichen für einen Mangel an Biotin (Vitamin H) sein. Biotin ist essentiell für die Bildung der Hornsubstanz Keratin und trägt somit wesentlich zum gesunden Wachstum von Haut, Haaren und Fingernägeln bei.
Bei der androgenetischen Alopezie (erblich bedingter Haarausfall) reagieren die Haarfollikel überempfindlich auf das Hormon Dihydrotestosteron, was den Haarausfall verursacht.
Im Fall eines krankheitsbedingten oder genetisch verursachten Totalverlustes lässt sich das Haupthaar durch eine entsprechende Perücke ersetzen.